# Isabelle Pousseur
Isabelle Pousseur est une comédienne, metteuse en scène, et professeure belge née en 1957.
Elle a fondé ou cofondé le Théâtre Séquelles en 1980, puis le Théâtre du Ciel Noir (1982) devenu le Théâtre Océan Nord.

## Biographie
Née en 1957, Isabelle Pousseur est la fille de Théa Schoonbrood et du compositeur Henri Pousseur. Elle est la sœur du pianiste, compositeur et professeur en musiques appliquées Denis Pousseur, de la chanteuse Marianne Pousseur et d'Hélène Pousseur.
Elle découvre l’univers du théâtre en accompagnant son père à des répétitions. Vers ses 15 ans, elle fait du théâtre en amateur et se décide à 18 ans à choisir la section metteur en scène de l’INSAS dans l’optique d’exercer un autre métier du spectacle. Elle rencontre Trisha Brown qu’elle considère comme un modèle.
Elle est diplômée de l’INSAS (Institut national supérieur des arts du spectacle et des techniques de diffusion), section mise en scène (1975-1979).
Après avoir joué comme comédienne au Théâtre Élémentaire (1978-1980) dirigé par Michel Dezoteux - ce qui la laisse insatisfaite, avec l’impression d’être manipulée, mais où elle a découvert le travail de Jerzy Grotowski et d'Eugenio Barba qui vont l’influencer dans le travail corporel qu’elle demande aux acteurs, elle cofonde avec Amid Chakir, en 1980, le Théâtre Séquelles qui présente sa première mise en scène (Et si ma mère savait écrire d'après Tahar Ben Jelloun) à l'Ensemble Théâtral Mobile.
L’année suivante, elle est chargée de cours à l’INSAS et au Conservatoire royal de Liège où l’on applique la méthode Stanislavski.
En 1982, elle fonde le Théâtre du Ciel Noir, devenu en 1987 le Théâtre Océan Nord dont elle est codirectrice avec Michel Boermans. Isabelle Pousseur participe à de nombreuses créations collectives, intervenant dans la conception, dans l'écriture, la mise en scène et aussi comme interprète. Elle monte des opéras comme l’Amor vien dal destino d'Agostino Steffani en 1986, Pierrot lunaire d'après Arnold Schönberg en 1987, l'Orféo de Monteverdi en 1989, Leçons d’enfer d'Henri Pousseur et Michel Butor en 1991.
En 1992, elle est professeur à la Scuola d’Arte Drammatica Paolo Grassi de Milan et au Centre national des Arts du Cirque de Châlons-en-Champagne. Tout au long de sa carrière, elle dirige de nombreux stages pour chanteurs et comédiens en France et Belgique. Le Théâtre Océan Nord s(installe à Schaerbeek en 1996. Le lieu devient un lieu de création alternative menant un travail avec le quartier, et au-delà d'ailleurs.
Artiste associée au Théâtre national de Belgique pour la saison 2007-2008, elle fait partie du Jury pour les Prix littéraires de la Communauté française en 2009. À nouveau artiste associée au Théâtre national de Belgique pour la saison 2011-2012, elle y présente un Le Songe d'une nuit d'été de Shakespeare avec des acteurs africains (janvier 2012).

## Théâtre

### Mises en scène
Parmi ses nombreuses mises en scène, on note particulièrement :
- Le Géomètre et le Messager d'après Le Château de Franz Kafka, créé à la Vieille Charité (Marseille) et joué au Cloître des Carmes (Avignon) avant de tourner en Belgique et qui lui vaut une Ève du Théâtre
- Le Songe d’August Strindberg, joué en France, en Belgique et au Canada
- Quai Ouest de Bernard-Marie Koltès, créé à la Comédie de Genève puis repris au Kriekelaar de Bruxelles
- 4.48 Psychose de Sarah Kane, créé en mars 2008 au Théâtre Océan Nord, à Bruxelles. Spectacle récompensé aux Prix de la Critique 2008 (meilleur spectacle, meilleures actrices et meilleure scénographie)
- Biographies d’ombres de Lars Norén qui lui vaut le Prix de la Critique en 2010
- Songe d'une nuit d'été de Shakespeare, créé au Théâtre National de Bruxelles, avec des acteurs burkinabés, 2012

| Année de création | Titre                                      | Auteur                                                            | Lieu de création et divers              |
| ----------------- | ------------------------------------------ | ----------------------------------------------------------------- | --------------------------------------- |
| 1981              | Et si ma mère savait écrire                | Tahar Ben Jelloun                                                 | Ensemble Théâtral Mobile, + adaptation  |
| 1983              | Baal                                       | Bertolt Brecht                                                    | Caserne Dailly                          |
| 1987              | Les Acteurs de bonne foi                   | Marivaux                                                          | Ateliers du Théâtre National, Bruxelles |
| 1987              | La Dispute                                 | Marivaux                                                          | Ateliers du Théâtre National, Bruxelles |
| 1988              | Le Géomètre et le Messager                 | Franz Kafka                                                       | La Vieille Charité                      |
| 1989              | Le Prince travesti                         | Marivaux                                                          | Théâtre de la Place, Liège              |
| 1981              | Si l’été revenait                          | Arthur Adamov                                                     | Théâtre des Bernardines, Marseille      |
| 1991              | Le Songe                                   | August Strindberg                                                 | Gymnase Aubanel, Festival d'Avignon     |
| 1995              | Cosi fan tutte                             | Mozart                                                            | Théâtre royal de Liège                  |
| 1996              | Tout homme porte une chambre en lui        | d’après Franz Kafka                                               | Théâtre Océan Nord, + adaptation        |
| 1998              | Woyzeck - le premier degré du genre humain | Georg Büchner                                                     | Théâtre Marni Bruxelles, + adaptation   |
| 2000              | Quai Ouest                                 | Bernard-Marie Koltès                                              | Comédie de Genève                       |
| 2001              | L’homme des bois                           | Anton Tchekhov                                                    | Théâtre Océan Nord                      |
| 2001              | L’instant                                  | Jean-Marie Piemme                                                 | Théâtre de la Balsamine                 |
| 2002              | Le Secret d'El Mekki                       | collectif                                                         | Théâtre Océan Nord                      |
| 2003              | Et votre fumée montera vers le ciel        | d’après Imre Kertész et Heiner Müller                             | Comédie de Genève                       |
| 2004              | Une plume est une plume                    | Catherine Salée                                                   | Théâtre de la Place                     |
| 2004              | El Barrio                                  | collectif                                                         | Théâtre Océan Nord                      |
| 2005              | Il manque des chaises                      | Jean-Marie Piemme                                                 | Théâtre national de Belgique            |
| 2005              | Pensées                                    | Blaise Pascal                                                     | Théâtre Océan Nord                      |
| 2006              | Électre                                    | Sophocle                                                          | Théâtre national de Belgique            |
| 2007              | Kaddish pour l'enfant qui ne naîtra pas    | Imre Kertész                                                      | Théâtre Océan Nord                      |
| 2008              | 4.48 Psychose                              | Sarah Kane                                                        | Théâtre Océan Nord                      |
| 2010              | Biographies d’ombres                       | Lars Norén                                                        | Théâtre Océan Nord                      |
| 2012              | Les Invisibles                             | librement inspiré par "Le quai de Ouistreham" de Florence Aubenas | Théâtre Océan Nord                      |
| 2014              | Richard III                                | d'après Shakespeare                                               | Théâtre royal du Parc                   |

## Citation
« La Belgique est un pays qui ne travaille pas la mémoire sur le plan artistique, c’est une catastrophe.  Il y a un grand vide dans le domaine du théâtre : beaucoup d’étudiants n’ont jamais entendu parler de metteurs en scène influents - qui n’ont pourtant pas la soixantaine - parce qu’on n’enseigne pas ces choses et que les traces ne sont pas là. » - Isabelle Pousseur

## Distinctions

### Récompenses
- Ève du Théâtre (mise en scène, 1989)
- Nommée au Prix de la critique (mise en scène, 2010)
- Nommée au Prix de la critique (meilleur spectacle, 2022)

### Décoration
- Chevalier de l'ordre des Arts et des Lettres (2001).